# Onthophagus cinctifrons
Onthophagus cinctifrons là một loài bọ cánh cứng trong họ Bọ hung (Scarabaeidae).